# 阿克里德角
56°17′S 27°36′W / 56.283°S 27.600°W
阿克里德角（英語：Acrid Point），是南極洲的海岬，位於南桑威奇群島的扎沃多夫斯基西北部，處於斯滕奇角和帕西菲克角之間，在1971年由英國南極名稱諮詢委員命名，由英國海外領土管轄。
 本条目引用的公有领域材料来自美国地质调查局的文档《阿克里德角》 （資料來自地名信息系统）。